# Jean-Marie Bigard

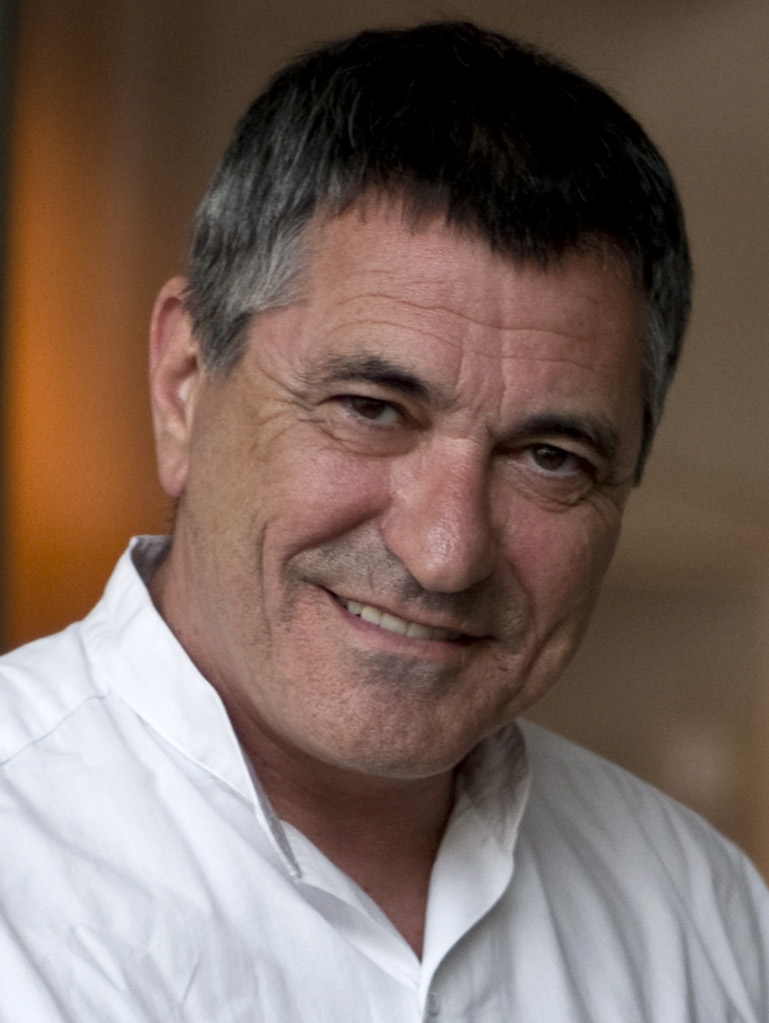
Jean-Marie Bigard (2009)

Jean-Marie Bigard (Troyes, 17 mei 1954) is een Franse stand-up komiek en acteur. Hij is gekend voor zijn controversiële en soms wat ruwe humor.
In 2020 maakte hij bekend dat hij zich kandidaat stelt voor de Franse presidentsverkiezingen van 2022.
- Bibliothèque nationale de France: cb139416136 (data)
- Gemeinsame Normdatei: 135641985
- International Standard Name Identifier: 0000 0001 1935 8406
- Library of Congress Control Number: no2007073312
- MusicBrainz: f7aa9cfb-a3d0-4f38-a2df-4dc30f6f1254
- Système universitaire de documentation: 083487948
- Virtual International Authority File: 228385304
- WorldCat: E39PBJpVbBKpKTQKXBqMCCfrMP